# 徐肖冰

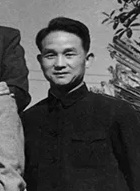
1954年9月时，时任第一届全国人大代表的徐肖冰

徐肖冰（1916年—2009年10月27日），男，浙江桐乡人，中华人民共和国摄影师、政治人物，曾担任北京电影制片厂、中央新闻纪录电影制片厂摄影师。1954年，当选第一届全国人民代表大会代表。

## 家庭
妻子侯波。